# Elezioni politiche suppletive in Francia del 1959
Le elezioni politiche suppletive francesi del 1959 sono le elezioni tenute in Francia nel corso del 1959 per eleggere deputati dell'assemblea nazionale dei collegi uninominali rimasti vacanti. 

## Risultati

### 5° collegio dell'Alto Reno
Le elezioni politiche suppletive nel 5° collegio dell'Alto Reno si sono tenute il 22 febbraio per eleggere un deputato per il seggio lasciato vacante da Henri Ulrich (MRP), a seguito del l'annullamento delle elezioni dell'anno precedente da parte della Corte Costituzionale. Poiché Henri Ulrich ha ottenuto la maggioranza dei voti al primo turno, non è stato necessario procedere al ballottaggio. 
| Partito                            | Partito                            | Candidato                          | Risultati 22 febbraio 1959 | Risultati 22 febbraio 1959 |
| Partito                            | Partito                            | Candidato                          | Voti                       | %                          |
| ---------------------------------- | ---------------------------------- | ---------------------------------- | -------------------------- | -------------------------- |
|                                    | MRP                                | Henri Ulrich                       | 15 617                     | 50,77                      |
|                                    | UNR                                | Charles Kroepflé                   | 9 486                      | 30,84                      |
|                                    | PCF                                | Eugène Haffner                     | 3 655                      | 11,88                      |
|                                    | SFIO                               | Pierre Martin                      | 2 002                      | 6,51                       |
|                                    |                                    |                                    |                            |                            |
| Iscritti                           | Iscritti                           | Iscritti                           | 59 135                     | 100,00                     |
| ↳ Votanti (% su iscritti)          | ↳ Votanti (% su iscritti)          | ↳ Votanti (% su iscritti)          | 32 006                     | 54,12                      |
| ↳ Voti validi (% su votanti)       | ↳ Voti validi (% su votanti)       | ↳ Voti validi (% su votanti)       | 30 760                     | 96,11                      |
| ↳ Schede non valide (% su votanti) | ↳ Schede non valide (% su votanti) | ↳ Schede non valide (% su votanti) | 1 246                      | 3,89                       |
| ↳ Astenuti (% su iscritti)         | ↳ Astenuti (% su iscritti)         | ↳ Astenuti (% su iscritti)         | 27 129                     | 45,88                      |
|                                    |                                    |                                    |                            |                            |
|                                    | Esito: collegio confermato a MRP   |                                    |                            |                            |

### 1° collegio della Charente Marittima
Le elezioni politiche suppletive nel 1° collegio della Charente Marittima si sono tenute il 22 febbraio per eleggere un deputato per il seggio lasciato vacante da Alain de Lacoste-Lareymondie (CNIP), a seguito del l'annullamento delle elezioni dell'anno precedente da parte della Corte Costituzionale. Poiché nessun candidato ha ottenuto la maggioranza dei voti al primo turno, il 1º marzo è stato necessario procedere al ballottaggio. 
| Partito                            | Partito                            | Candidato                          | Primo turno 22 febbraio 1959 | Primo turno 22 febbraio 1959 | Ballottaggio 1 marzo 1865 | Ballottaggio 1 marzo 1865 |
| Partito                            | Partito                            | Candidato                          | Voti                         | %                            | Voti                      | %                         |
| ---------------------------------- | ---------------------------------- | ---------------------------------- | ---------------------------- | ---------------------------- | ------------------------- | ------------------------- |
|                                    | CNIP                               | Alain de Lacoste-Lareymondie       | 14 256                       | 38,53                        | 21 977                    | 60,39                     |
|                                    | PCF                                | Georges Gosnat                     | 10 617                       | 28,70                        | 14 413                    | 39,61                     |
|                                    | UNR                                | Michel Noël                        | 5 496                        | 14,86                        |                           |                           |
|                                    | DVG                                | Franc Lapeyre                      | 5 225                        | 14,12                        |                           |                           |
|                                    | MRP                                | Rolland Vidamant                   | 1 403                        | 3,79                         |                           |                           |
|                                    |                                    |                                    |                              |                              |                           |                           |
| Iscritti                           | Iscritti                           | Iscritti                           | 60 074                       | 100,00                       | 60 074                    | 100,00                    |
| ↳ Votanti (% su iscritti)          | ↳ Votanti (% su iscritti)          | ↳ Votanti (% su iscritti)          | 37 629                       | 62,64                        | 38 211                    | 63,61                     |
| ↳ Voti validi (% su votanti)       | ↳ Voti validi (% su votanti)       | ↳ Voti validi (% su votanti)       | 36 997                       | 98,32                        | 36 390                    | 95,23                     |
| ↳ Schede non valide (% su votanti) | ↳ Schede non valide (% su votanti) | ↳ Schede non valide (% su votanti) | 632                          | 1,68                         | 1 821                     | 4,77                      |
| ↳ Astenuti (% su iscritti)         | ↳ Astenuti (% su iscritti)         | ↳ Astenuti (% su iscritti)         | 22 445                       | 37,36                        | 21 863                    | 36,39                     |
|                                    |                                    |                                    |                              |                              |                           |                           |
|                                    | Esito: collegio confermato a CNIP  |                                    |                              |                              |                           |                           |

### 3° collegio della Drôme
Le elezioni politiche suppletive nel 3° collegio della Drôme si sono tenute il 22 febbraio per eleggere un deputato per il seggio lasciato vacante da Henri Durand (CNIP), a seguito del l'annullamento delle elezioni dell'anno precedente da parte della Corte Costituzionale. Poiché nessun candidato ha ottenuto la maggioranza dei voti al primo turno, il 1º marzo è stato necessario procedere al ballottaggio. 
| Partito                            | Partito                            | Candidato                          | Primo turno 22 febbraio 1959 | Primo turno 22 febbraio 1959 | Ballottaggio 1 marzo 1959 | Ballottaggio 1 marzo 1959 |
| Partito                            | Partito                            | Candidato                          | Voti                         | %                            | Voti                      | %                         |
| ---------------------------------- | ---------------------------------- | ---------------------------------- | ---------------------------- | ---------------------------- | ------------------------- | ------------------------- |
|                                    | CNIP                               | Henri Durand                       | 11 220                       | 29,41                        | 19 080                    | 46,26                     |
|                                    | PCF                                | Maurice Michel                     | 9 792                        | 25,67                        | 12 871                    | 31,20                     |
|                                    | DVG                                | Paul Deval                         | 6 560                        | 17,19                        | 9 296                     | 22,54                     |
|                                    | UNR                                | Pierre Didier                      | 6 517                        | 17,08                        |                           |                           |
|                                    | SFIO                               | Auguste Delaye                     | 4 063                        | 10,65                        |                           |                           |
|                                    |                                    |                                    |                              |                              |                           |                           |
| Iscritti                           | Iscritti                           | Iscritti                           | 61 910                       | 100,00                       | 61 884                    | 100,00                    |
| ↳ Votanti (% su iscritti)          | ↳ Votanti (% su iscritti)          | ↳ Votanti (% su iscritti)          | 38 531                       | 62,24                        | 41 790                    | 67,53                     |
| ↳ Voti validi (% su votanti)       | ↳ Voti validi (% su votanti)       | ↳ Voti validi (% su votanti)       | 38 152                       | 99,02                        | 41 247                    | 98,70                     |
| ↳ Schede non valide (% su votanti) | ↳ Schede non valide (% su votanti) | ↳ Schede non valide (% su votanti) | 379                          | 0,98                         | 543                       | 1,30                      |
| ↳ Astenuti (% su iscritti)         | ↳ Astenuti (% su iscritti)         | ↳ Astenuti (% su iscritti)         | 23 379                       | 37,76                        | 20 094                    | 32,47                     |
|                                    |                                    |                                    |                              |                              |                           |                           |
|                                    | Esito: collegio confermato a CNIP  |                                    |                              |                              |                           |                           |

### 3° collegio della Ardèche
Le elezioni politiche suppletive nel 3° collegio della Ardèche si sono tenute il 22 novembre per eleggere un deputato per il seggio lasciato vacante da Albert Liogier  (UNR), a seguito del l'annullamento delle elezioni dell'anno precedente da parte della Corte Costituzionale. Poiché nessun candidato ha ottenuto la maggioranza dei voti al primo turno, il 30 novembre è stato necessario procedere al ballottaggio. 
| Partito                            | Partito                            | Candidato                          | Primo turno 22 novembre 1959 | Primo turno 22 novembre 1959 | Ballottaggio 30 novembre 1959 | Ballottaggio 30 novembre 1959 |
| Partito                            | Partito                            | Candidato                          | Voti                         | %                            | Voti                          | %                             |
| ---------------------------------- | ---------------------------------- | ---------------------------------- | ---------------------------- | ---------------------------- | ----------------------------- | ----------------------------- |
|                                    | UNR                                | Albert Liogier                     | 10 830                       | 31,32                        | 20 893                        | 59,48                         |
|                                    | PCF                                | Roger Roucaute                     | 10 598                       | 30,65                        | 14 231                        | 40,52                         |
|                                    | CNIP                               | Pierre Jourdan                     | 8 847                        | 25,58                        |                               |                               |
|                                    | SFIO                               | Henri Escoutay                     | 2 249                        | 6,50                         |                               |                               |
|                                    | MRP                                | René Allier                        | 2 058                        | 5,95                         |                               |                               |
|                                    |                                    |                                    |                              |                              |                               |                               |
| Iscritti                           | Iscritti                           | Iscritti                           | 51 619                       | 100,00                       | 51 596                        | 100,00                        |
| ↳ Votanti (% su iscritti)          | ↳ Votanti (% su iscritti)          | ↳ Votanti (% su iscritti)          | 35 279                       | 68,34                        | 37 048                        | 71,80                         |
| ↳ Voti validi (% su votanti)       | ↳ Voti validi (% su votanti)       | ↳ Voti validi (% su votanti)       | 34 582                       | 98,02                        | 35 124                        | 94,81                         |
| ↳ Schede non valide (% su votanti) | ↳ Schede non valide (% su votanti) | ↳ Schede non valide (% su votanti) | 697                          | 1,98                         | 1 924                         | 5,19                          |
| ↳ Astenuti (% su iscritti)         | ↳ Astenuti (% su iscritti)         | ↳ Astenuti (% su iscritti)         | 16 340                       | 31,66                        | 14 548                        | 28,20                         |
|                                    |                                    |                                    |                              |                              |                               |                               |
|                                    | Esito: collegio confermato a UNR   |                                    |                              |                              |                               |                               |

### Somalia Francese
Le elezioni politiche suppletive nel collegio della Somalia Francese si sono tenute il 19 aprile per eleggere un deputato per il seggio non andato ad elezioni durante la tornata generale. Poiché Hassan Gouled Aptidon ha ottenuto la maggioranza dei voti al primo turno, non è stato necessario procedere al ballottaggio. 
| Partito                            | Partito                            | Candidato                          | Risultati 19 aprile 1959 | Risultati 19 aprile 1959 |
| Partito                            | Partito                            | Candidato                          | Voti                     | %                        |
| ---------------------------------- | ---------------------------------- | ---------------------------------- | ------------------------ | ------------------------ |
|                                    | UNR                                | Hassan Gouled Aptidon              | 5 906                    | 50,49                    |
|                                    | SE                                 | Houmed Aboubakah Houmed            | 5 027                    | 42,98                    |
|                                    | SE                                 | Hassan Djama Abdourhaman           | 764                      | 6,53                     |
|                                    |                                    |                                    |                          |                          |
| Iscritti                           | Iscritti                           | Iscritti                           | 21 299                   | 100,00                   |
| ↳ Votanti (% su iscritti)          | ↳ Votanti (% su iscritti)          | ↳ Votanti (% su iscritti)          | 11 995                   | 56,32                    |
| ↳ Voti validi (% su votanti)       | ↳ Voti validi (% su votanti)       | ↳ Voti validi (% su votanti)       | 11 697                   | 97,52                    |
| ↳ Schede non valide (% su votanti) | ↳ Schede non valide (% su votanti) | ↳ Schede non valide (% su votanti) | 298                      | 2,48                     |
| ↳ Astenuti (% su iscritti)         | ↳ Astenuti (% su iscritti)         | ↳ Astenuti (% su iscritti)         | 9 304                    | 43,68                    |

### Saint-Pierre-et-Miquelon
Le elezioni politiche suppletive nel collegio di Saint-Pierre-et-Miquelon si sono tenute il 10 maggio per eleggere un deputato per il seggio non andato ad elezioni durante la tornata generale. Poiché Dominique-Antoine Laurelli ha ottenuto la maggioranza dei voti al primo turno, non è stato necessario procedere al ballottaggio. 
| Partito                            | Partito                            | Candidato                          | Risultati 10 maggio 1959 | Risultati 10 maggio 1959 |
| Partito                            | Partito                            | Candidato                          | Voti                     | %                        |
| ---------------------------------- | ---------------------------------- | ---------------------------------- | ------------------------ | ------------------------ |
|                                    | SE                                 | Dominique-Antoine Laurelli         | 1 145                    | 49,50                    |
|                                    | DVD                                | Claude Guy                         | 792                      | 34,24                    |
|                                    | UNR                                | Edgard Tupet-Thome                 | 376                      | 16,26                    |
|                                    |                                    |                                    |                          |                          |
| Iscritti                           | Iscritti                           | Iscritti                           | 2 831                    | 100,00                   |
| ↳ Votanti (% su iscritti)          | ↳ Votanti (% su iscritti)          | ↳ Votanti (% su iscritti)          | 2 524                    | 89,16                    |
| ↳ Voti validi (% su votanti)       | ↳ Voti validi (% su votanti)       | ↳ Voti validi (% su votanti)       | 2 313                    | 91,64                    |
| ↳ Schede non valide (% su votanti) | ↳ Schede non valide (% su votanti) | ↳ Schede non valide (% su votanti) | 211                      | 8,36                     |
| ↳ Astenuti (% su iscritti)         | ↳ Astenuti (% su iscritti)         | ↳ Astenuti (% su iscritti)         | 307                      | 10,84                    |

### Collegio Nuova Caledonia e altre dipendenze
Le elezioni politiche suppletive nel 1° collegio della Nuova Caledonia e altre dipendenze oceaniane si sono tenute il 24 maggio per eleggere un deputato, a seguito del termine anticipato del mandato Maurice Lenormand (Union calédonienne). Poiché Maurice Lenormand ha ottenuto la maggioranza dei voti al primo turno, non è stato necessario procedere al ballottaggio. 
| Partito                            | Partito                            | Candidato                          | Risultati 24 maggio 1959 | Risultati 24 maggio 1959 |
| Partito                            | Partito                            | Candidato                          | Voti                     | %                        |
| ---------------------------------- | ---------------------------------- | ---------------------------------- | ------------------------ | ------------------------ |
|                                    | UC                                 | Maurice Lenormand                  | 16 173                   | 67,84                    |
|                                    | UNR                                | René Hénin                         | 7 236                    | 30,35                    |
|                                    | CNIP                               | Claude Parazols                    | 430                      | 1,80                     |
|                                    |                                    |                                    |                          |                          |
| Iscritti                           | Iscritti                           | Iscritti                           | 35 395                   | 100,00                   |
| ↳ Votanti (% su iscritti)          | ↳ Votanti (% su iscritti)          | ↳ Votanti (% su iscritti)          | 24 336                   | 68,76                    |
| ↳ Voti validi (% su votanti)       | ↳ Voti validi (% su votanti)       | ↳ Voti validi (% su votanti)       | 23 839                   | 97,96                    |
| ↳ Schede non valide (% su votanti) | ↳ Schede non valide (% su votanti) | ↳ Schede non valide (% su votanti) | 497                      | 2,04                     |
| ↳ Astenuti (% su iscritti)         | ↳ Astenuti (% su iscritti)         | ↳ Astenuti (% su iscritti)         | 11 059                   | 31,24                    |
|                                    |                                    |                                    |                          |                          |
|                                    | Esito: collegio confermato a UC    |                                    |                          |                          |

### Comore
Le elezioni politiche suppletive nel collegio delle Comore si sono tenute il 31 maggio per eleggere un deputato per il seggio non andato ad elezioni durante la tornata generale. Poiché Said Mohamed Ben Chech Abdallah Cheikh era l'unico candidato, non è stato necessario procedere al ballottaggio. 
| Partito                            | Partito                            | Candidato                              | Risultati 31 maggio 1959 | Risultati 31 maggio 1959 |
| Partito                            | Partito                            | Candidato                              | Voti                     | %                        |
| ---------------------------------- | ---------------------------------- | -------------------------------------- | ------------------------ | ------------------------ |
|                                    | UDRS                               | Said Mohamed Ben Chech Abdallah Cheikh | 48 877                   | 100,00                   |
|                                    |                                    |                                        |                          |                          |
| Iscritti                           | Iscritti                           | Iscritti                               | 76 303                   | 100,00                   |
| ↳ Votanti (% su iscritti)          | ↳ Votanti (% su iscritti)          | ↳ Votanti (% su iscritti)              | 49 075                   | 64,32                    |
| ↳ Voti validi (% su votanti)       | ↳ Voti validi (% su votanti)       | ↳ Voti validi (% su votanti)           | 48 877                   | 99,60                    |
| ↳ Schede non valide (% su votanti) | ↳ Schede non valide (% su votanti) | ↳ Schede non valide (% su votanti)     | 198                      | 0,40                     |
| ↳ Astenuti (% su iscritti)         | ↳ Astenuti (% su iscritti)         | ↳ Astenuti (% su iscritti)             | 27 228                   | 35,68                    |

### 2° Collegio de La Réunion
Le elezioni politiche suppletive nel 2° collegio de La Réunion si sono tenute il 14 giugno per eleggere un deputato per il seggio, in seguito all'annullamento delle elezioni precedenti da parte della Corte Costituzionale. Poiché Valère Clement era l'unico candidato, non è stato necessario procedere al ballottaggio. 
| Partito                            | Partito                            | Candidato                          | Risultati 14 giugno 1959 | Risultati 14 giugno 1959 |
| Partito                            | Partito                            | Candidato                          | Voti                     | %                        |
| ---------------------------------- | ---------------------------------- | ---------------------------------- | ------------------------ | ------------------------ |
|                                    | UNR                                | Valère Clement                     | 27 737                   | 100,00                   |
|                                    |                                    |                                    |                          |                          |
| Iscritti                           | Iscritti                           | Iscritti                           | 50 028                   | 100,00                   |
| ↳ Votanti (% su iscritti)          | ↳ Votanti (% su iscritti)          | ↳ Votanti (% su iscritti)          | 31 965                   | 63,89                    |
| ↳ Voti validi (% su votanti)       | ↳ Voti validi (% su votanti)       | ↳ Voti validi (% su votanti)       | 27 737                   | 86,77                    |
| ↳ Schede non valide (% su votanti) | ↳ Schede non valide (% su votanti) | ↳ Schede non valide (% su votanti) | 4 228                    | 13,23                    |
| ↳ Astenuti (% su iscritti)         | ↳ Astenuti (% su iscritti)         | ↳ Astenuti (% su iscritti)         | 18 063                   | 36,11                    |
|                                    |                                    |                                    |                          |                          |
|                                    | Esito: collegio confermato a UNR   |                                    |                          |                          |

## Riepilogo
| Data 1º turno | Ballottaggio   | Circoscrizione           | Collegio | Parlamentare uscente         | Partito       | Parlamentare eletto                    | Partito |
| ------------- | -------------- | ------------------------ | -------- | ---------------------------- | ------------- | -------------------------------------- | ------- |
| 22 febbraio   | Non necessario | Alto Reno                | 5°       | Henri Ulrich                 | MRP           | Henri Ulrich                           | MRP     |
| 22 febbraio   | 1 marzo        | Charente Marittima       | 1°       | Alain de Lacoste-Lareymondie | CNIP          | Alain de Lacoste-Lareymondie           | CNIP    |
| 22 febbraio   | 1 marzo        | Drôme                    | 3°       | Henri Durand                 | CNIP          | Henri Durand                           | CNIP    |
| 22 novembre   | 30 novembre    | Ardèche                  | 3°       | Albert Liogier               | UNR           | Albert Liogier                         | UNR     |
| 19 aprile     | Non necessario | Somalia Francese         | 1°       | Non esistente                | Non esistente | Hassan Gouled Aptidon                  | UNR     |
| 10 maggio     | Non necessario | Saint-Pierre-et-Miquelon | 1°       | Non esistente                | Non esistente | Dominique-Antoine Laurelli             | SE      |
| 24 maggio     | Non necessario | Nuova Caledonia          | 1°       | Maurice Lenormand            | UC            | Maurice Lenormand                      | UC      |
| 31 maggio     | Non necessario | Comore                   | 1°       | Non esistente                | Non esistente | Said Mohamed Ben Chech Abdallah Cheikh | UDRS    |
| 14 giugno     | Non necessario | La Réunion               | 2°       | Valère Clément               | UNR           | Valère Clément                         | UNR     |